# Джулія Тайлер
Джулія Тайлер (до шлюбу Ґардінер; 4 травня або 29 липня 1820 — 10 липня 1889) — перша леді США з 26 червня 1844 року по 4 березня 1845 року у шлюбі з Джоном Тайлером, десятим президентом США.

## Раннє життя
Джулія Ґардінер народилася 4 травня або 29 липня 1820 року. Джерела розходяться щодо дати її народження, на її могилі вказана дата липня, але кілька біографій дають дату в травні; в тому числі її сина і біографа Ліона Ґардінера Тайлера. Вона народилася на острові Ґардінер у Нью-Йорк, одному з найбільших приватних островів у США, в родині Девіда Ґардінера, землевласника і сенатора штату Нью-Йорк (1824-1828), і Джуліани Маклахлан Ґардінер. Її предки були голландцями, шотландцями та англійцями.
Джулія виросла в містечку Іст-Гемптон і невеликому селі Бей-Шор, а освіту отримала в Інституті Чегарі в Нью-Йорку. У 1839 році вона шокувала вищий клас, з'явившись у газетній рекламі універмагу середнього класу в парі з невідомим чоловіком і підписана як «Троянда з Лонг-Айленда». Сім'я повезла її до Європи, щоб уникнути подальшого розголосу і дозволити згаснути скандалу. Спочатку вони вирушили до Лондона, прибувши 29 жовтня 1840 року. Перш ніж повернутися до Нью-Йорка у вересні 1841 року, вони відвідали Англію, Францію, Італію, Швейцарію, Німеччину, Голландію, Бельгію, Ірландію та Шотландію.

### Стосунки з президентом
20 січня 1842 року 21-річна Джулія Ґардінер була представлена президенту Джону Тайлеру на прийомі в Білому домі. Після смерті своєї першої дружини Летитії Крістіан Тайлер 10 вересня 1842 року президент дав зрозуміти, що хоче зв'язатися з Ґардінер. Спочатку жваву і незалежну північну красуню не приваблював могильний, стриманий джентльмен Вірджинії, на 30 років старший за неї. Вперше він зробив їй пропозицію 22 лютого 1843 року, коли їй було 22, на балу-маскараді в Білому домі. Вона відмовилася від цієї та ряду інших його пропозицій. Збільшення часу, проведеного разом, викликало громадські спекуляції про їхні стосунки.
Джулія, її сестра Маргарет і батько приєдналися до президентської екскурсії на новому паровому фрегаті «Прінстон». Під час цієї екскурсії її батько Девід Ґардінер разом з іншими загинув під час вибуху величезної морської гармати під назвою «Миротворець». Джулія Ґардінер була спустошена смертю свого батька, з яким була близька. У наступні роки вона часто розповідала про те, як спокійна сила президента підтримувала її в цей важкий час. Тайлер втішив Ґардінер у її горі і здобув її згоду на таємні заручини, зробивши пропозицію в 1844 році на балу Джорджа Вашингтона.
Через обставини, пов'язані зі смертю її батька, Джулія та Джон Ґардінери погодилися одружитися з мінімумом святкувань. 26 червня 1844 року президент проскочив до Нью-Йорка, де вінчання здійснював преосвященний Бенджамін Тредвелл Ондердонк, четвертий єпископ Нью-Йоркської єпископальної єпархії, у церкві Вознесіння, неподалік резиденції Ґардінера на Лагранж Терасі.

## Перша леді США
Президенту Тайлеру було 54 роки, а Джулії 24. Старша дочка Тайлера, Мері, була на 5 років старша за неї. Цей шлюб зробив Джулію Тайлер першою першою леді, яка одружилася з президентом, який на момент весілля вже перебував на посаді.
Сестра нареченої Маргарет і брат Александер були подружкою нареченої і шафером. Лише син президента Джон Тайлер III представляв сім'ю нареченого. Тайлер був настільки стурбований збереженням секретності, що не довіряв свої плани іншим своїм дітям. Хоча його сини охоче прийняли раптовий союз, дочки Тайлер були шоковані та скривджені. Потім цю новину було донесено до американського народу, який зустрів її з живим інтересом, широким розголосом і критикою щодо 30-річної різниці у віці пари.
Після весільної поїздки до Філадельфії, прийому в Білому домі та перебування в Шервудському лісі, маєтку, який президент нещодавно придбав для виходу на пенсію, молодята повернулися до Вашингтона, округ Колумбія. Хоча чоловік часто був помітно втомленим, Джулія Ґардінер Тайлер насолоджувалася обов'язками першої леді.
Гімн «Hil to the Chief» звучав на низці заходів, пов'язаних з прибуттям або присутністю президента США до того, як Джулія Тайлер стала першою леді, але вона наказала його регулярно використовувати для оголошення прибуття президента. Це стало загальноприйнятою практикою, коли її наступниця Сара Чілдресс Полк зробила те ж саме.
В останній місяць правління президента Джулія Тайлер влаштувала грандіозний бал Білого дому на 3000 гостей.
Старшій дочці Тайлера, Мері, було незручно звикнути до нової мачухи, молодшої за неї на 5 років. Дочка Летиція так і не примирилася з мачухою.
Між 1846 і 1860 роками Джулія Тайлер народила семеро дітей:
- Девід Ґардінер Тайлер (12 липня 1846 — 5 вересня 1927) - юрист і державний службовець.[15]
- Джон Александр «Алекс» Тайлер (7 квітня 1848 – 1 вересня 1883) - інженер, який, як і його старший брат, кинув Вашингтонський коледж, щоб приєднатися до армії Конфедерації, а після війни відновив навчання в Німеччині. Там він приєднався до саксонської армії під час франко-прусської війни і брав участь в окупації Франції в 1871 році. За службу він був нагороджений прусським урядом. Він став гірничим інженером і, повернувшись до Сполучених Штатів, був призначений інспектором Департаменту внутрішніх справ США в 1879 році. Працюючи на цій посаді в Нью-Мексико, він пив заражену воду і помер у віці 35 років[16].
- Джулія Ґардінер Тайлер (12 грудня 1849 – 8 травня 1871) - дружина Вільяма Г. Спенсера, боргового фермера з Піффарда, штат Нью-Йорк, побралася у 1869 році. Померла від наслідків пологів у 22 роки у будинку Спенсера, Вестерлі.[17]
- Лаклан Ґардінер Тайлер (2 грудня 1851 — 2 січня 1902), лікар, який практикував медицину в Джерсі-Сіті, штат Нью-Джерсі, а в 1879 році став хірургом у ВМС США. З 1887 року він практикував в Елкхорні, Західна Вірджинія.[18]
- Ліон Ґардінер Тайлер (24 серпня 1853 — 12 лютого 1935), педагог.[19][20][21]
- Роберт Фіцвальтер «Фіц» Тайлер (12 березня 1856 — 30 грудня 1927) - фермер округу Ганновер, штат Вірджинія.[22]
- Маргарет Перл Тайлер (12 червня 1860 – 30 червня 1947) - у 12 років прийняла католицизм разом з матір'ю.[23] Вона стала дружиною Вільяма Манфорда Елліса, колишнього члена Палати делегатів Вірджинії, і жила поблизу Роанока.[24]

### Пізніше життя

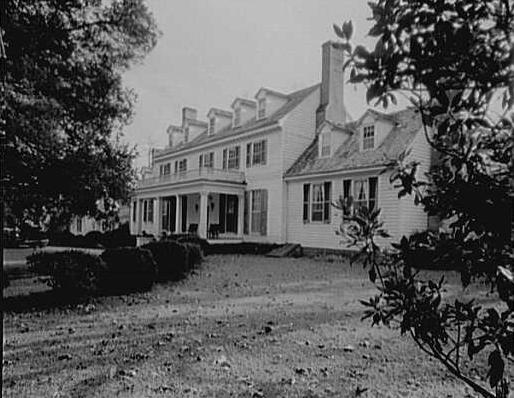
Лісова плантація Шервуд в окрузі Чарльз-Сіті, штат Вірджинія, на якій Тайлери жили після виходу з Білого дому.

Тайлери перенеслися в Шервудський ліс, де спокійно жили до Громадянської війни. Хоча за походженням мешканка півночі, Тайлер звикла до неквапливого повсякденного життя як дружина багатого власника плантації.
Джулія Тайлер написала есе на захист рабства «Жінки Англії проти жінок Америки» у відповідь на петицію «Звернення до будинку Стаффорда» проти рабства, яку допомогла організувати герцогиня Сазерленд.
У відповідь на есе Джулії Тайлер, колишня рабиня Гаррієт Джейкобс, а пізніше письменниця-аболіціоністка, написала свій перший опублікований твір — лист до New York Tribune у 1853 році.
Після смерті чоловіка в 1862 році через воєнні події Джулія Тайлер втратила 60 рабів і 1100 акрів землі. Вона переїхала на північ, на Стейтен-Айленд з кількома своїми дітьми, хоча сімейні стосунки були настільки напруженими, що її брат Девід Ґардінер відмовився поїхати до Вірджинії, щоб супроводити її до Нью-Йорка, і врешті переїхав з дому своєї матері, де оселилася Тайлер.
Її будинок там був майже спалений розлюченими ветеранами Союзу, коли з'ясувалося, що вона вивісила на власність прапор Конфедерації. Джулія Тайлер проживала в будинку Ґардінер-Тайлер з 1868 до 1874 року.
У 1865 році її брат Девід подав до суду, щоб не дозволити їй успадкувати основну частину майна їхньої матері вартістю 180 000 доларів, звинувачуючи Джулію Тайлер у тому, що вона вчинила «неправомірний вплив» на їх матір, щоб виконати заповіт, незважаючи на її «розумову нездатність». 25 серпня суд підтримав його позов і відмовив у прийнятті заповіту. Після двох апеляцій Девід Ґардінер виграв справу в 1867 році. Потім брат попросив суди розділити маєток так, ніби ніякого заповіту не було. Джулія попросила розглянути це питання, і присяжні відмовилися розглядати оскаржуваний заповіт як аргумент на її користь. The New York Times вважала, що з Джулією Тайлер поводилися несправедливо, і що суперечка може бути пов'язана з «політичними антагонізмами повстання, які розділили багато домівок, як і домівку місіс Ґардінер».
Тайлер та її дочка Перл прийняли католицизм і були умовно охрещені в травні 1872 року. Депресія, що настала після паніки 1873 року, виснажила її фінанси. Вона повернулася до Вірджинії, щоб жити з підтримкою своїх дорослих дітей. Вона добивалась у Конгресі пенсії для себе і в 1880 році отримала щомісячну допомогу. Після вбивства президента Джеймса Гарфілда в 1881 році Конгрес надав щорічну пенсію в розмірі 5000 доларів вдовам колишніх президентів.
Її місце проживання вказано як Вільямс-Лендінг в окрузі Гамільтон, штат Теннессі, на сторінці 342 «Списку пенсіонерів у списку, 1 січня 1883 року», де показано, що вона отримує 416,66 доларів на місяць як вдова.
Джулія Тайлер перенесла інсульт у Річмонді і померла там у готелі Exchange 10 липня 1889 року у віці 68 років. Джон помер 27 років тому в тому ж готелі від інсульту. Джулію поховали поруч з ним на Голлівудському кладовищі в Річмонді. Її похорон відбувся в Річмонді в соборі Святого Петра 12 липня 1889 року, на ньому були присутні губернатор Фіцг'ю Лі та мер Джеймс Тейлор Еллісон, а відпущення грехів здійснив єпископ Огюстін Ван де Вівер.

## Спадщина
На честь її родини названо Парк Ґардінерс, широкий незайманий простір зі стежками, що ведуть до Південного берега, Ґардінер-драйв і початкову школу Ґардінер-Манор. У 2009 році Монетний двір США вшанував колишню першу леді випуском 24-каратної золотої монети. Документи сім'ї Тайлер, включаючи Джулію Ґардінер Тайлер, зберігаються в Дослідницькому центрі спеціальних колекцій при коледжі Вільяма і Мері.
Їхній син Ліон, як і його батько, одружився другим шлюбом пізно, і станом на 2021 рік один з онуків Тайлерів все ще живий; інший помер у вересні 2020 року

## Зовнішні посилання
- Залицяння і весілля Тайлера [Архівовано 1 червня 2016 у Wayback Machine.]
- Пошук допомоги для сімейних документів Тайлер, Група А
- Джулія Тайлер [Архівовано 27 червня 2020 у Wayback Machine.] на C-SPAN Перші леді: вплив та імідж